# Alcalde
| Alkald (alcalde) |
| --- |
| Ada Colau, borgmästare (alcalde[ssa]) i Barcelona. - Betydelse: Borgmästare, borgarråd, byns ledare, fredsdomare i Spanien. - Bakgrund: Arabiskans al-qâḍī ('domare'). - Relaterat begrepp: Batlle (katalanska). |

Alkald (spanska: alcalde, [alˈkalde], eller alcalde ordinario, av arabiska al-kādi, al-qâḍī, "domaren"), även på svenska ibland alcalde, är/var namnet på styresmannen i de spanska städerna och byarna. Alkalden har även fungerat som fredsdomare och lett förberedande undersökningar i brottmål. Numera används ordet alcalde, både på spanska och katalanska, i betydelsen borgmästare.

## Historik

### Historisk användning
Ordet alcalde finns belagt i det katalanska språket första gången år 1315. Den ursprungliga betydelsen var som domare i morernas Spanien, och senare introducerades det i bland annat spanskan i betydelsen borgarråd, edssvuren domaren eller borgmästare. Språket kom in i katalanskan via spanskan, även om det redan användes i regionen under den moriska tiden.

### Modern användning
I modern spanska används ordet alcalde i betydelsen borgmästare. Ordet har även samma betydelse i katalanska och används där parallellt med det inhemska batlle (municipal). Femininformerna av de båda orden är med ändelsen -esa på spanska och -essa på katalanska.